# 入江航平
入江 航平（いりえ こうへい、1984年10月7日 - ）は中華人民共和国出身の俳優である。元劇団四季所属。中国名は江 帆 （コウ ハン / ジャン ファン）。

## 中国での経歴
いくつかのドラマ、CM、舞台に出演した経歴を持つ。（劇団四季プログラムより）

## 劇団四季
2005年3月に劇団四季オーディション合格後、『コーラスライン』で四季の初舞台を踏み、『キャッツ』ではギルバート、コリコパットを演じている。2007年8月に芸名を江 帆から入江 航平と改名。『夢から醒めた夢』にも出演。
軽快で柔軟性のある動きが持ち味である。その柔軟性を活かし、『キャッツ』では空中ブランコをこなし、『夢から醒めた夢』では白黒ピエロ/霊界空港職員役を演じている。

## 出演作品
- CATS - ギルバート、コリコパット役
- 夢から醒めた夢
- エルコスの祈り - ピーター役